# Jorge Grau
Jorge Grau Solà (Barcelona; 27 de octubre de 1930-Madrid, 26 de diciembre de 2018) fue un director de cine español que desarrolló la mayor parte de su filmografía entre las décadas de 1960 y 1970. Guionista, actor y director la trayectoria de Grau transcurrió en diferentes géneros como el cine documental, cine comprometido socialmente, cine experimental y el cine fantástico.
A lo largo de su trayectoria obtuvo 4 galardones y 4 nominaciones.

## Biografía
Empezó su incursión en el cine como ayudante de dirección en películas como Diez fusiles esperan (1959) de José Luis Sáenz de Heredia y Un hombre en la red (1957) de Riccardo Freda. La casualidad hizo que se viera envuelto en el rodaje de un documental sobre la pesca del atún en Barbate cuando preparaba el guion de la que sería su primera película, Noche de verano (1962). 
Películas como La trastienda (1975), crítica con el Opus Dei, El espontáneo (1963) y Una historia de amor (1966) transmiten mensajes morales que en su día desataron polémica. Ceremonia sangrienta (1972) y No profanar el sueño de los muertos (1974) son sus dos incursiones en el cine fantástico, que le han asegurado un sitio de honor en la cinematografía española. Su voluntad realista está presente en todas sus películas. Es el padre del también cineasta Carlos Grau.

## Premios
Medallas del Círculo de Escritores Cinematográficos
| Año  | Categoría      | Película                            | Resultado |
| ---- | -------------- | ----------------------------------- | --------- |
| 1974 | Mejor director | No profanar el sueño de los muertos | Ganador   |

## Filmografía como director
- Ocharcoaga (1961)[6]
- Noche de verano (1963)
- El espontáneo (1964)
- Acteón (1967)
- Una historia de amor (1967)
- Tuset Street (1968)
- Chicas de club (1970)
- Historia de una chica sola (1971)
- Ceremonia sangrienta (1973)
- Pena de muerte (1974)
- No profanar el sueño de los muertos (1974)
- Contestatarios (1975)
- La trastienda (1975)
- El secreto inconfesable de un chico bien (1976)
- La siesta (1976)
- Cartas de amor de una monja (1978)
- La leyenda del tambor (1981)
- Coto de caza (1983)
- Muñecas de trapo (1984)
- El extranger-oh! de la calle Cruz del Sur (1987)
- La puñalada (1989)
- Tiempos mejores (1995)